# Sparda-Bank München
Die Sparda-Bank München eG ist eine deutsche Genossenschaftsbank mit Sitz in der bayerischen Landeshauptstadt München.

## Geschichte

### Von der Gründung bis zum Zweiten Weltkrieg
Die heutige Sparda-Bank München wurde am 10. Oktober 1930 als Reichsbahn-Spar- und Darlehnskasse eGmbH in München gegründet. Gründungsmitglieder waren 33 Vertrauensleute aus den Reichsbahndirektionen Augsburg, München und Regensburg; das Gebiet dieser Reichsbahndirektionen war anfangs der Geschäftsbereich der Bank. Die Gruppenverwaltung Bayern der Deutschen Reichsbahn-Gesellschaft erkannte die Reichsbahn-Spar- und Darlehnskasse eGmbH am 3. November 1930 als Wohlfahrts- und Selbsthilfeeinrichtung des Personals an. Am 5. Dezember 1930 wurde in Räumlichkeiten der Reichsbahndirektion München in der Prielmayerstraße der Geschäftsbetrieb aufgenommen. In den ersten zwei Geschäftsjahren konnte die Bank ihre Bilanzsumme auf 1,4 Millionen Reichsmark (RM) steigern. Nach der Annexion Österreichs durch die Nationalsozialisten eröffneten viele Mitarbeiter der Österreichischen Bundesbahnen ein Konto bei der Reichsbahn-Spar- und Darlehnskasse, wodurch die Bilanzsumme Ende 1938 rund 5,6 Millionen RM betrug. 1939 wurde der Name der Bank in Reichsbahn-Spar- und Darlehenskasse München-Augsburg e.G.m.b.H. geändert.

### Frühe Nachkriegszeit
Nach dem Zweiten Weltkrieg konnten die Geschäftsräumlichkeiten in der Prielmayerstraße nicht mehr genutzt werden, sodass die Hauptgeschäftsstelle zunächst provisorisch in der Artilleriekaserne in der Münchener Baudrexelstraße untergebracht werden musste. Die erste Geschäftsstelle außerhalb Münchens wurde bereits im darauffolgenden Jahr in Augsburg eröffnet; darauf folgte eine Umfirmierung in Eisenbahn-Spar- und Darlehenskasse München eGmbH. 1953 wurde die – von der Eisenbahn-Spar- und Darlehenskasse München eGmbH unabhängige – Eisenbahn-Spar- und Darlehnskasse Augsburg eingetragene Genossenschaft mit beschränkter Haftpflicht (die heutige Sparda-Bank Augsburg eG) gegründet. Im Juli 1953 zog die Bank schließlich in ein neues Gebäude in der Arnulfstraße  in unmittelbarer Nähe zum Hauptbahnhof ein.

### Neuausrichtung ab den 1960er-Jahren
Mitte der 1960er-Jahre baute die Bank eine elektronische Datenverarbeitung auf. Dies mündete Mitte der 1970er-Jahre in der Gründung einer Tochtergesellschaft für die elektronische Datenverarbeitung mit Sitz in Nürnberg, an der auch die Eisenbahnerkassen Augsburg, Nürnberg und Regensburg beteiligt waren. Ab dem 1. Januar 1976 wickelte diese Tochtergesellschaft alle Buchhaltungsaufgaben mithilfe von elektronischer Datenverarbeitung ab. In den 1970er-Jahren wurde mit der Bahnreform der Personalbestand der Deutschen Bundesbahn drastisch reduziert, was einen maßgeblichen Einfluss auf die Geschäftsentwicklung der Bank hatte. Aus diesem Grund wurde die Genossenschaftsbank zunächst für Mitglieder des öffentlichen Dienstes geöffnet, ehe sie allen Bevölkerungsgruppen zugänglich wurde. Zum 1. Januar 1979 erfolgte die Umbenennung von der Eisenbahn-Spar- und Darlehenskasse München eG zur Sparda-Bank München eG, was auch den Wandel von der reinen Spar- und Darlehenskasse zum Universalkreditinstitut markierte.

### Wachstum und Expansion ab den 1980er-Jahren
Die 1980er-Jahre waren durch eine starke Expansion der Genossenschaftsbank gekennzeichnet. Sukzessive erweiterte die Sparda-Bank München ihr Angebot und arbeitet seitdem unter anderem mit den DEVK-Versicherungen zusammen. Die Beratungsstellen in Ingolstadt und Rosenheim entwickelten sich zu Geschäftsstellen, auch in München wurden weitere Geschäftsstellen eröffnet. Die Bilanzsumme erreichte gegen Ende der 1980er-Jahre den Wert von 1,5 Millionen DM. Mit Datum vom 18. Juli 1988 änderte sich die Firmierung nochmals in die heute noch gültige Sparda-Bank München eingetragene Genossenschaft. Von 1992 bis 2000 konnte die Sparda-Bank München die Zahl der Standorte von 11 auf 35 vergrößern. Bis zur Jahrtausendwende überschritt die Bilanzsumme den Wert von 5 Milliarden DM und die Mitgliederzahl stieg auf 122.643 an.

### Änderungen in den Entscheidungsgremien Anfang der 2000er-Jahre
Obwohl die Mitgliederstruktur sich, seit der Öffnung der Bank für alle Bevölkerungskreise, enorm verändert hatte, wurden die Entscheidungsgremien (Aufsichtsrat und Vertreterversammlung) weiterhin traditionell von den Vertretern der Bahn-Gewerkschaften dominiert. Andere Wahllisten zu den Vertreterwahlen der Genossenschaft, als jene der Eisenbahner-Interessenvertreter, gab es lange Zeit gar nicht. Als eine Initiative versuchte, diese einseitige Machtverteilung aufzubrechen, indem sie für die Vertreterwahl 2003 eine eigene, von Bahn-Gewerkschaften unabhängige Wahlliste aufstellen wollte, wurde von Seiten des Vorstands und des Aufsichtsrates versucht, die beiden Initiatoren aus der Genossenschaft auszuschließen. Der vom Vorstand der Sparda-Bank München gegenüber den beiden Mitgliedern (Initiatoren) ausgesprochene Ausschluss wurde später vom Amtsgericht München als unwirksam aufgehoben. Stand Juni 2022 besteht der Aufsichtsrat aus neun Mitgliedern.

### 2010er-Jahre
2012 überschritt die Bilanzsumme die Marke von 6 Mrd. Euro und die Zahl der Mitglieder steigerte sich auf über 249.000. Anfang 2014 berichtete die Börsen-Zeitung, dass die Sparda-Bank München auf Expansionskurs sei und die Zahl der Geschäftsstellen weiter erhöhen wolle. Seit 2015 pflanzt die Genossenschaftsbank in Oberbayern (unter anderem im Hofoldinger Forst) für jedes neue Mitglied einen Baum. Bis Juni 2016 konnten die Bilanzsumme auf 6,9 Mrd. Euro und die Mitgliederzahl auf 281.000 gesteigert werden. Die Bilanzsumme überschritt Ende 2016 erstmal die Marke von 7 Mrd. Euro. Ende 2019 erreichte die Bilanzsumme den Wert von 8,9 Mrd. Euro.

### Seit 2020
Anfang 2021 führte die Sparda-Bank München die vom Startup-Unternehmen Comeco entwickelte Software TEO zum Online-Banking ein, was auf große Kritik stieß. Bankkunden bemängelten die Unübersichtlichkeit, Werbung und Unausgereiftheit der als Mobile-App und Desktop-Programm verfügbaren Software. Die Süddeutsche Zeitung titelte, dass die Münchener Genossenschaftsbank ihre Kunden mit der Software „vergraule“. Trotz der Kundenproteste hielt die Sparda-Bank München an TEO fest. Ursprünglich hatten sich die sieben Sparda-Banken Augsburg, Baden-Württemberg, Hessen, München, Nürnberg, Ostbayern und West an der Finanzierung von TEO beteiligt. Die Börsen-Zeitung berichtete im Juni 2021, dass die Sparda-Banken Hessen, Ostbayern und West TEO aber vorerst nicht einführen wollen. Die Kundenzufriedenheit mit TEO habe sich jedoch laut Börsen-Zeitung im Mai 2021 deutlich verbessert. Am 8. März 2025 wechselte die Bank zum IT-Dienstleister Atruvia AG und beendete damit das Online-Banking mit TEO.
Die Sparda-Bank München ist die mitgliederstärkste Genossenschaftsbank in Bayern und gehört zu den fünfzehn größten Genossenschaftsbanken in Deutschland.

## Geschäftsausrichtung
Die Sparda-Bank München betreibt das Universalbankgeschäft und bietet für Privatkunden Finanzdienstleistungen auf den Gebieten Baufinanzierung, Ratenkredite, Anlageprodukte und Giro. Im Verbundgeschäft arbeitet sie mit der DZ Bank, DEVK, Bausparkasse Schwäbisch Hall und der Union Investment zusammen. 
Die Sparda-Bank München gehört dem Verband der Sparda-Banken an. Als eine der elf selbstständigen Sparda-Banken ist sie Mitglied im Bundesverband der Deutschen Volksbanken und Raiffeisenbanken und gehört dem Cashpool an. 
Der Geschäftsbereich erstreckt sich über München und Oberbayern. Dort werden insgesamt 33 Geschäftsstellen und 22 SB-Center betrieben.

## Gemeinwohl

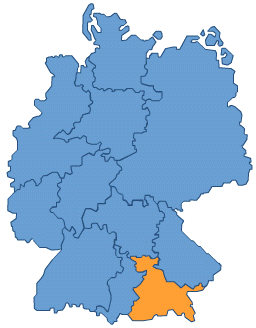
Geschäftsgebiet

Die Sparda-Bank München hat sich 2011 der Initiative Gemeinwohl-Ökonomie angeschlossen. Die Initiative hat sich den Aufbau eines alternativen Wirtschaftssystems, das auf gemeinwohlfördernden Faktoren aufgebaut ist, zum Ziel gesetzt. Dabei liegt der Fokus nicht auf monetärem Profit und Gewinn, sondern auf dem Engagement und den Investitionen für Mitarbeiter, Gesellschaft und Umwelt. 2022 veröffentlichte die Sparda-Bank München ihre fünfte Gemeinwohlbilanz für die Jahre 2018 bis 2020. Laut Audit berufundfamilie gilt die Sparda-Bank München als familienfreundlicher Arbeitgeber.
Die Eigenanlagen des Kreditinstituts werden seit 2012 auf der Homepage veröffentlicht, was im Finanzdienstleistungssektor als besonders transparent gilt.

## Naturtalent-Stiftung
Im Juli 2011 hat die Sparda-Bank München die Naturtalent Stiftung gemeinnützige GmbH übernommen, die seit 2005 vorwiegend in Baden-Württemberg aktiv war. Ziel der Stiftung ist es, Stärken, Talente und Kompetenzen von Schülern zu erkennen und zu fördern. Aufgrund veränderter rechtlicher Rahmenbedingungen hat die NaturTalent Stiftung gemeinnützige GmbH (NTS) Ende des Jahres 2024 ihre Geschäftstätigkeit beendet.